# Holothuriida
Ordre
Les Holothuriida sont un ordre d'animaux marins de la classe des holothuries (concombres de mer).

## Description et caractéristiques
Cet ordre a été érigé en 2017 par Allison K. Miller (d), Alexander M. Kerr (d), Gustav Paulay (d), Mike Reich (d), Nerida Gaye Wilson (d), José Ignacio Carvajal (d) et Greg W. Rouse (d). Il regroupe des taxons autrefois intégrés aux Aspidochirotida (ordre aboli et désormais éclaté en trois autres). 
Cet ordre compte des holothuries vagiles de forme légèrement allongée (en saucisse ou en fuseau) et munies de dix à trente tentacules buccaux relativement simples, peltés. Le tégument est plus ou moins épais et musculeux. Ils n'ont pas de muscles rétracteurs. Leurs podia forment un tapis bien défini sur la face inférieure (« trivium »). Ils possèdent des ossicules de forme tabulaire, et des ampoules tentaculaires. La respiration s'effectue par un arbre respiratoire bien développé, qui débouche sur le cloaque. Ils sont généralement munis de tubes de Cuvier (essentiellement dans les genres Bohadschia et Holothuria). Ils ne sont pas équipés de muscles rétracteurs du pharynx, et leur couronne calcaire n'a pas de prolongements postérieurs.

## Liste des familles
Selon World Register of Marine Species (25 novembre 2017), on compte 232 espèces réparties en sept genres répartis sur deux familles :
- famille Holothuriidae  Burmeister, 1837 -- 5 genres, 200 espèces
- famille Mesothuriidae  Smirnov, 2012 -- 2 genres, 32 espèces

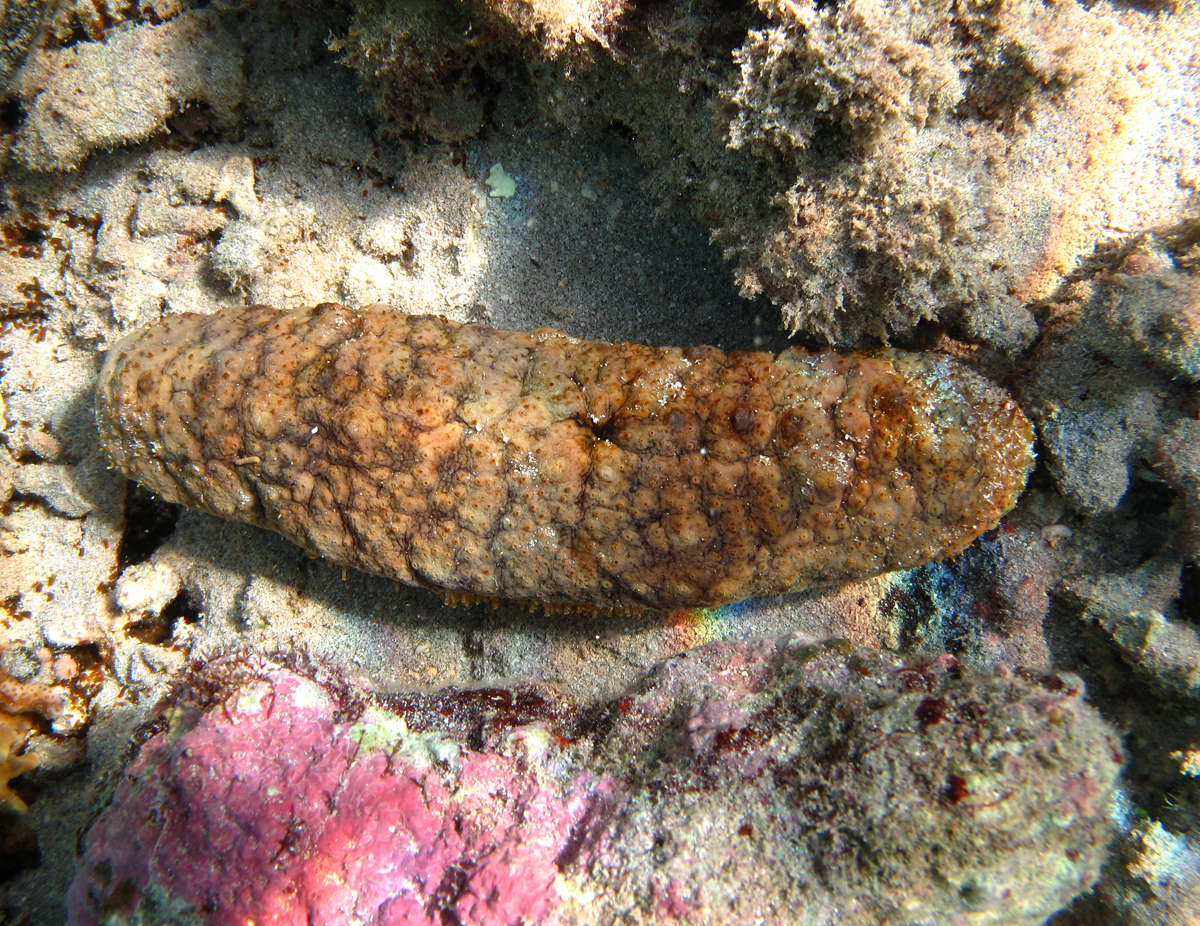
Actinopyga echinites.
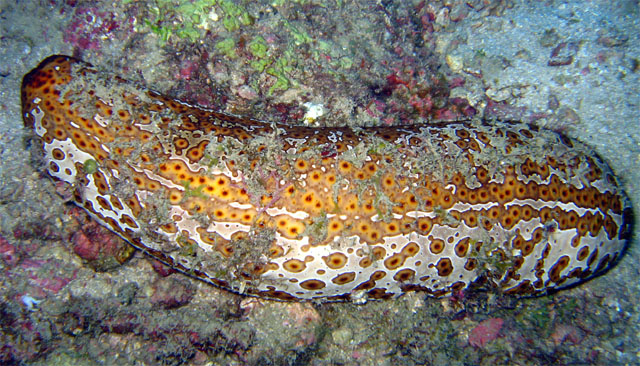
Bohadschia argus.
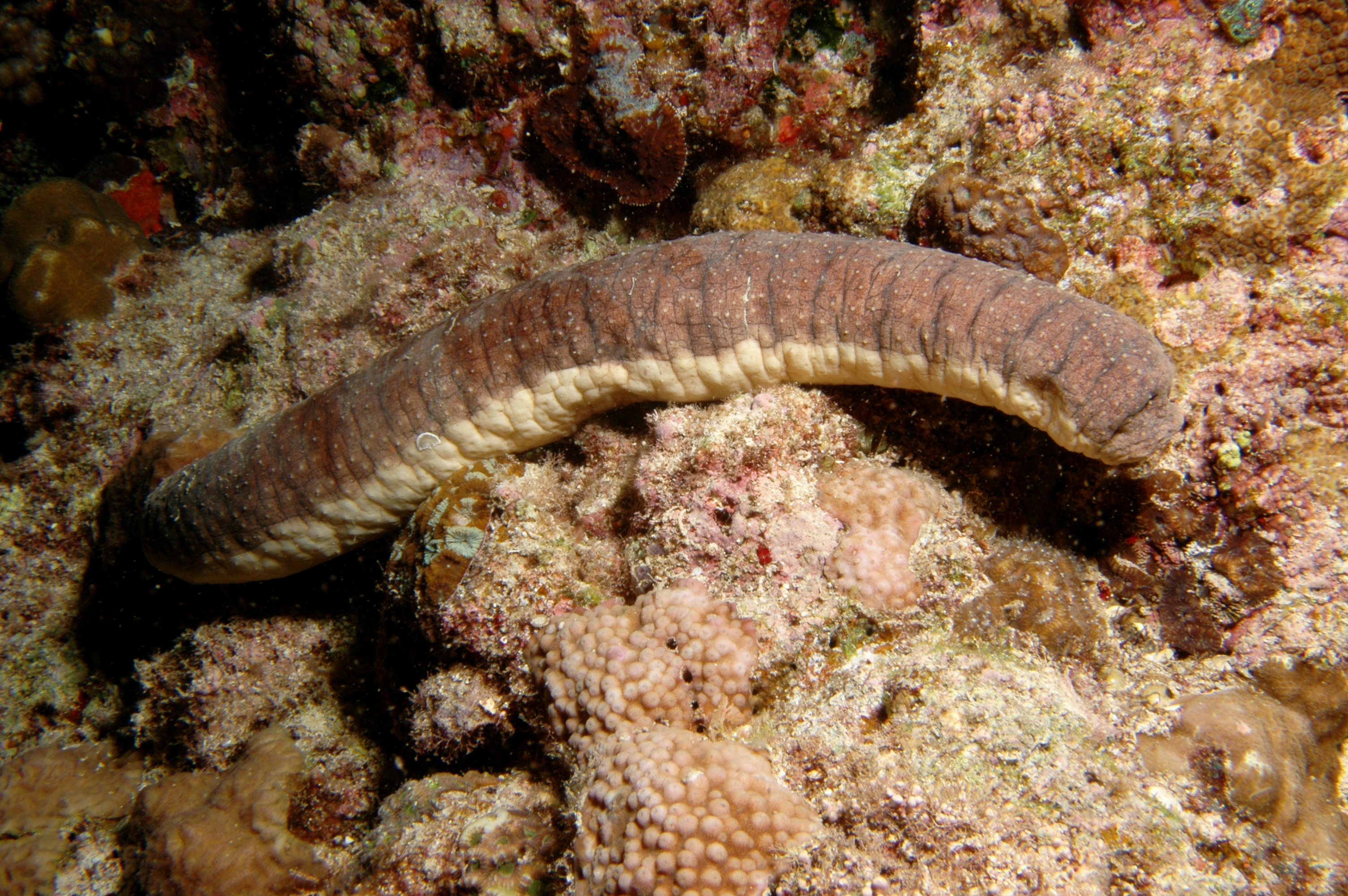
Holothuria edulis.
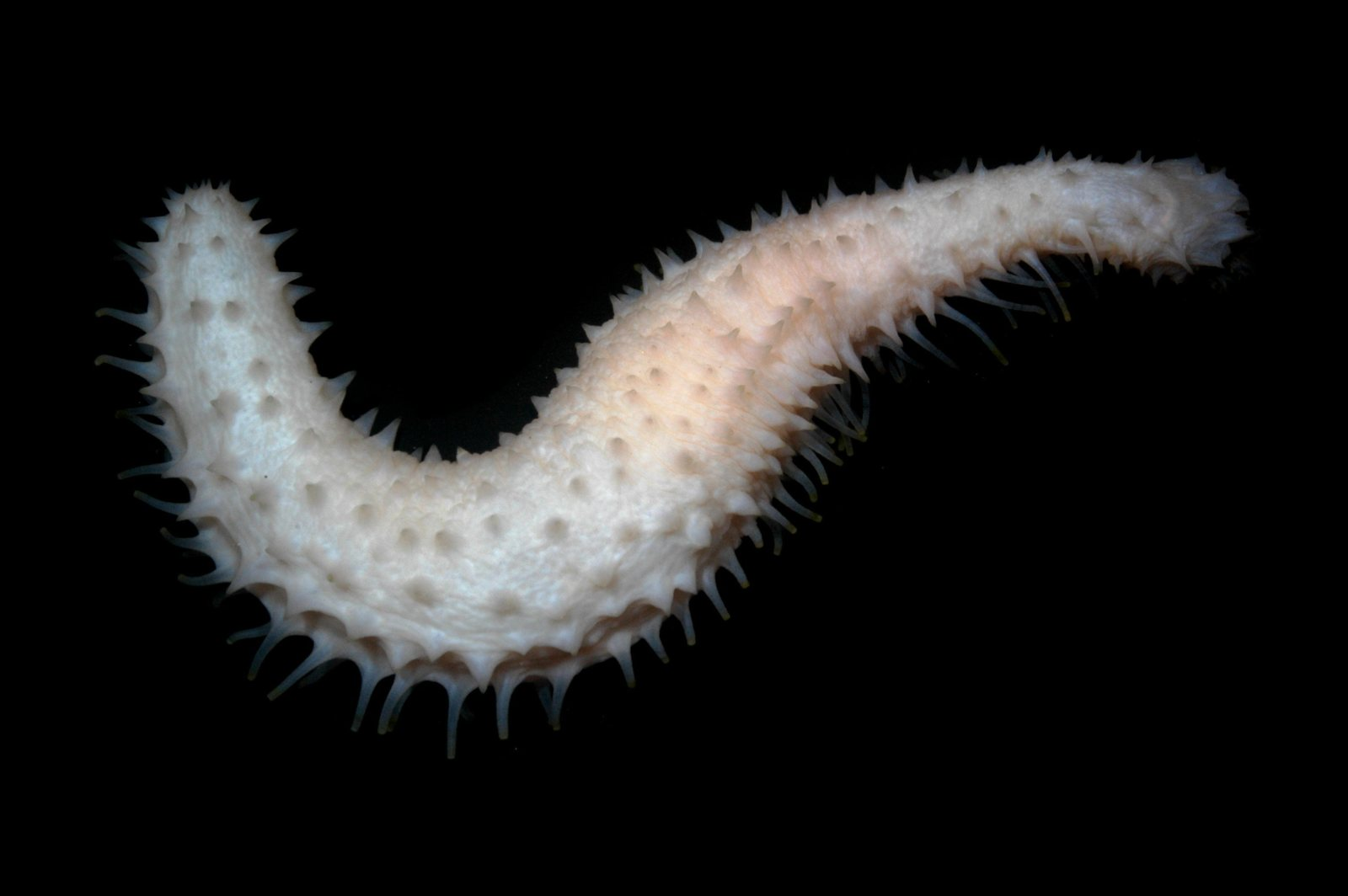
Labidodemas rugosum.
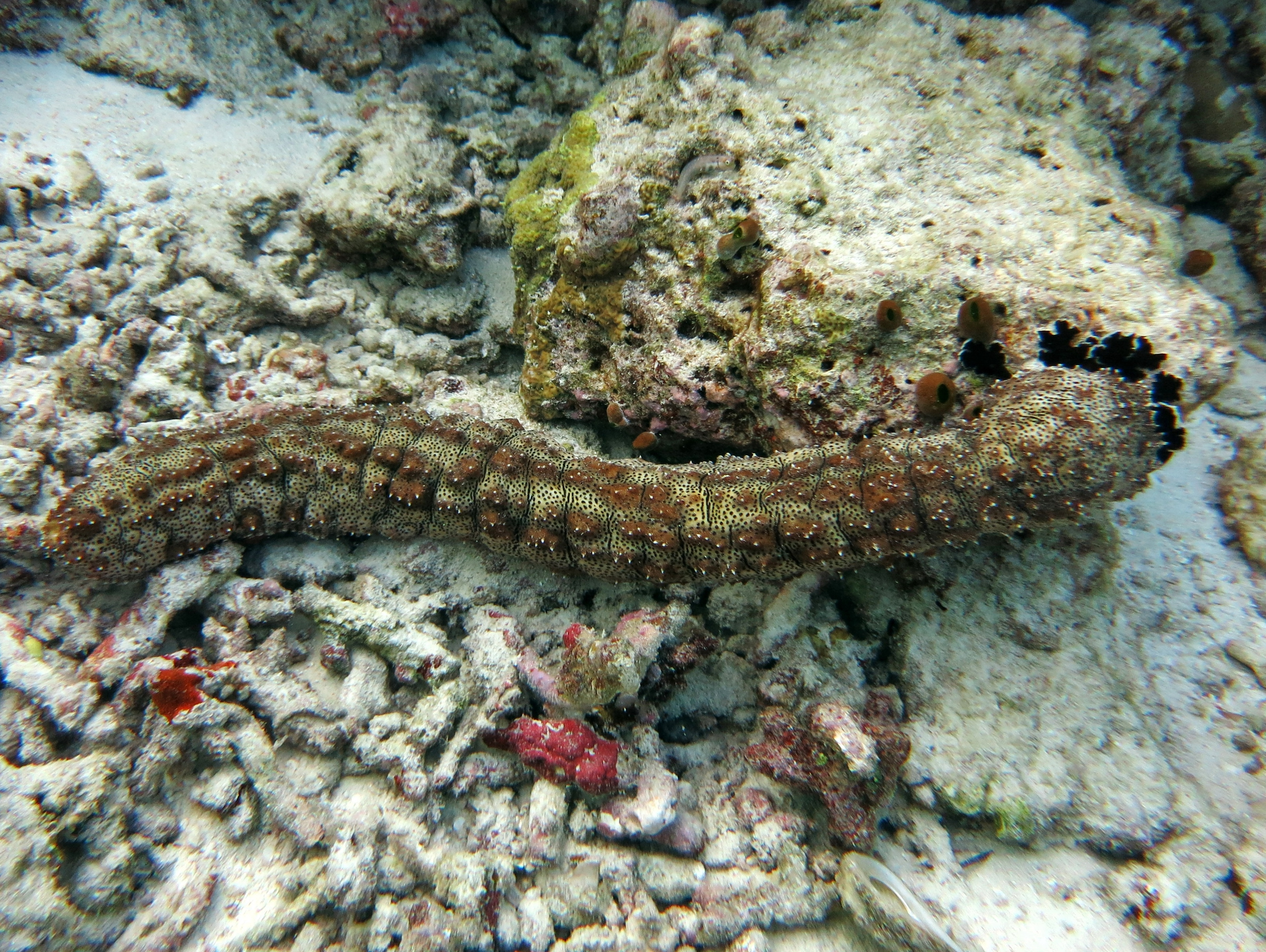
Pearsonothuria graeffei.
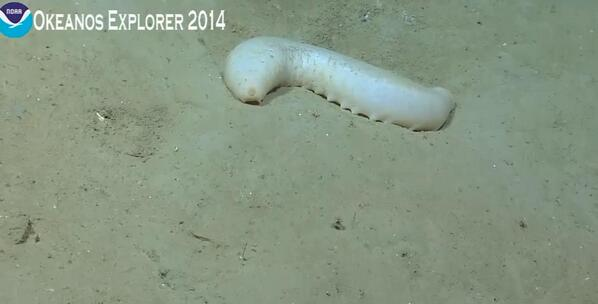
Mesothuria sp.

## Publication originale
- (en) Allison Miller, Alexander M. Kerr, Gustav Paulay, Mike Reich, Nerida Gaye Wilson, José Ignacio Carvajal et Greg W. Rouse, « Molecular phylogeny of extant Holothuroidea (Echinodermata) », Molecular Phylogenetics and Evolution, Academic Press et Elsevier, vol. 111,‎ 2 mars 2017, p. 110-131 (ISSN 1055-7903 et 1095-9513, PMID 28263876, DOI 10.1016/J.YMPEV.2017.02.014, lire en ligne).